# 위배선규조류
위배선규조류(僞背線硅藻類)는 돌말류(또는 규조류) 분류군의 하나이다. 위배선규조강(Fragilariophyceae) 또는 위배선규조아강(Fragilariophycidae)으로 분류한다.
전통적으로 돌말강의 우상규조목(羽狀硅藻目, Pennales)에 속하는 위배선규조아목(僞背線硅藻亞目) 분류군과 유사하다.

## 하위 목
조류 정보 사이트 (AlgaeBase.org)가 분류하는 위배선규조아강(Fragilariophycidae) 분류는 아래와 같다.
- 위배선규조류 또는 위배선규조아강 (Fragilariophycidae)
  - Cyclophorales
  - 김발돌말목 (Fragilariales)
  - 민부채돌말목 (Licmophorales)
  - Protoraphidales
  - 토막돌말목 (Rhabdonematales)
  - 불록뼈돌말목 (Tabellariales)
  - 부챗살돌말목 (Thalassionematales)